# Phrynobatrachus mayokoensis
Phrynobatrachus mayokoensis es una especie de anfibio anuro de la familia Phrynobatrachidae.

## Distribución geográfica
Esta especie es endémica del departamento de Niari en Congo-Brazzaville. Se encuentra en el distrito de Mayoko. 
Su presencia es incierta en Gabón.

## Etimología
El nombre de su especie, compuesto de mayoko y el sufijo latín -ensis, significa "que vive, que habita", y le fue dado en referencia al lugar de su descubrimiento, Mayoko.

## Publicación original
- Rödel, Burger, Zassi-Boulou, Emmrich, Penner & Barej, 2015 : Two new Phrynobatrachus species (Amphibia: Anura: Phrynobatrachidae) from the Republic of the Congo. Zootaxa, n.º 4032, p. 55–80.[3]